# Cylloepus bouchardi
Cylloepus bouchardi is een keversoort uit de familie beekkevers (Elmidae). De wetenschappelijke naam van de soort werd in 1896 gepubliceerd door Antoine Henri Grouvelle.